# Quintessence
Quintessence ist eine englische Progressive-Rock-Band der späten 1960er und frühen 1970er Jahre.

## Geschichte
Die Band Quintessence wurde im April 1969 von dem aus Australien stammenden Jazzflötisten Ronald Rothfield in Ladbroke Grove, Notting Hill gegründet. Ladbroke Grove galt damals als Hochburg der Hippieszene, in dieser Ecke von London probten damals u. a. Hawkwind, Pink Fairies, T. Rex und Steamhammer. Seine Mitmusiker fand Rothfield über Inserate im Melody Maker, Englands einflussreichster, wöchentlicher Musikzeitschrift. Aus über 200 Bewerbern rekrutierte Rothfield eine internationale Besetzung: den Australier Phil Jones, den Kanadier Jake Milton, den Amerikaner Richard Vaughn, den Engländer Dave Codling und den aus Mauritius stammenden Allan Mostert.
Kurz nach Gründung der Band kamen die spirituell interessierten Musiker in Kontakt mit dem Hindu-Geistlichen Swami Ambikananda, der vier der Musiker mit neuen Hindu-Namen bedachte.
Der erste Auftritt von Quintessence erfolgte 1969 im Covent Garden, die Band trat in Folge regelmäßig während der „Implosion Nights“ betitelten Veranstaltungen im bekannten Roundhouse auf und war bei Open Airs im Hyde Park zu sehen. Auch Swami Ambikananda und sein Ashram wurden als Gruppenmitglieder betrachtet und wirkten gelegentlich auf der Bühne mit. Ohnehin legte man bei Konzerten gesteigerten Wert auf eine dem Zeitgeist entsprechende Dekoration der Bühne mit Samt- und Batiktüchern, Räucherstäbchen usw. Die Konzerte wurden oftmals von ausschweifenden Improvisationen auf Sitar und Tabla eingeleitet, wie auch generell während der Konzerte überwiegend improvisiert wurde.
Da Quintessence auf eigenständige Weise Folkrock, Psychedelic Rock und Progressive Rock mit indischen Elementen verknüpften, erregten sie schnell die Aufmerksamkeit der Plattenfirma Island Records, die in der Nachbarschaft des Proberaums der Band ihr Domizil hatte. Im September 1969 erschien das erste Album der Band, In Blissful Company. Im aufwändig gestalteten Klappcover präsentierte sich die Band im Stil einer Kommune mit Freunden und Familien, so dass dort insgesamt 28 Erwachsene, 12 Kinder und einige Hunde zu sehen sind.
Unter Federführung von Island Records, wo zur selben Zeit auch Jethro Tull und King Crimson unter Vertrag waren, wurden bis 1971 noch zwei weitere Alben produziert: Quintessence (1970) und Dive Deep (1971). Die Band trat auch weiterhin häufig auf, u. a. zweimal auf dem Glastonbury Fair Festival und dreimal in der Royal Albert Hall.
1972 erfolgte der Wechsel zu RCA, wo noch im Laufe desselben Jahres zwei weitere Alben erschienen: Self und Indweller. Die komplette zweite Albumseite von Self gibt einen Konzertausschnitt vom Dezember 1971 wieder, der die Fähigkeit der Band zu anspruchsvollen Improvisationen eindrücklich belegt.
Im Verlauf des Jahres 1972 verließen jedoch Shiva Shankar und Maha Dev Quintessence und gründeten die kurzlebige Band „Kala“, die auf dem Label Bradley 1973 die gleichnamige LP Kala veröffentlichte, sonst aber nicht weiter in Erscheinung trat.
Die zum Quartett geschrumpfte Besetzung von Quintessence konnte ohne Shiva und Maha Dev nicht an frühere Erfolge anschließen und verkam zur Bedeutungslosigkeit. Nachdem auch noch Allan Mostert und Jake Milton die Band verließen, waren bei Quintessence 1975 von den Gründungsmitgliedern nur noch Raja Ram und Sambhu Babaji übrig geblieben, die nun von Keith Hale (Keyboard) und den Brüdern Rolf (Synthesizer, Gesang) und Klaus Fichter (Schlagzeug) begleitet wurden. Kleinere Auftritte fanden noch mindestens bis 1980 statt, dann wurde es still um Quintessence.
Gründer Raja Ram zog sich vorübergehend völlig aus der Musikszene zurück und tauchte erst in den frühen 1990er Jahren wieder auf, als er Psytrance für das Label Dragonfly produzierte und anschließend 1994 sein eigenes Label TIP Records (inzwischen: TIP World) gründete, wo er seitdem unter verschiedenen Projektnamen und meist in Zusammenarbeit mit anderen Musikern wieder Platten veröffentlicht.
Phil Jones („Shiva“) verdingte sich in den 1980er Jahren als Rockmusiker bei verschiedenen Bands. Der gebürtige Australier entdeckte dann das Didgeridoo für sich und veröffentlichte mit diesem Instrument Meditationsmusik. Im Jahr 2000 veranstaltete er Didgeridoo-gestützte Yoga-Kurse und veröffentlichte das Ethno-Rock-Album Samadhi.

## Shiva's Quintessence
Im Jahr 2003 begann die Zusammenarbeit von Shiva mit dem Schweizer Musiker Rudra Beauvert, der mit seinem elektronischen Instrumentarium den alten Quintessence-Stil mit Einflüssen aus dem Techno- und Trance-Bereich vermischt. Auch der frühere Rhythmusgitarrist Maha Dev (Dave Codling) konnte für dieses Projekt gewonnen werden. 2003 brachte diese Formation unter dem Namen „Shiva Shakti“ eine CD heraus, seit 2005 nennt sich die Formation „Shiva's Quintessence“.

## Diskografie

### Quintessence
- 1969: In Blissful Company (Island Records)
- 1970: Quintessence (Island Records)
- 1971: Dive Deep (Island Records)
- 1972: Self (RCA)
- 1972: Indweller (RCA)

### Nachfolgeprojekte (Auszug)
- 1973: Kala – Kala (Bradley)
- 1998: Shpongle – Are You Shpongled? (Raja Ram, Twisted Records)
- 2001: Shpongle – Tales of the Inexpressible (Raja Ram, Twisted Records)
- 2005: Shpongle – Nothing Lasts… But Nothing is Lost (Raja Ram, Twisted Records)
- 2009: Shpongle – Ineffable Mysteries From Shpongleland (Raja Ram, Twisted Records)
- Phil Jones (Shiva) – Samadhi
- 2003: Shiva Shakti – Shiva Shakti (Shiva, Mystic Records)
- 2005: Shiva's Quintessence – Cosmic Surfer (Shiva, Eclectic Discs)
- 2011: Shiva's Quintessence – Only Love Can Save Us (Shiva, Hux-Records)